# Chiesa di Santa Maria Maggiore (Acquaviva delle Fonti)
La chiesa di Santa Maria Maggiore è un luogo di culto cattolico di Acquaviva delle Fonti, nella città metropolitana di Bari. Sita ad angolo tra via Luigi Einaudi e via per Sannicandro, è sede di una delle parrocchie della diocesi di Altamura-Gravina-Acquaviva delle Fonti.
Fino alla sua soppressione, alla chiesa era annesso un convento dell'Ordine dei frati minori.

## Storia
Una prima menzione del titolo "Santa Maria Maggiore" si ha nella bolla del 26 marzo 1221 firmata dall'arcivescovo di Bari e Canosa Andrea III e diretta all'arcivescovo di Acquaviva Umfredo, in cui il mittente conferisce la palatinità alla Chiesa di Acquaviva. Tuttavia, in tale documento non si riferisce né a conventi né a chiese sotto il predetto titolo.
Quello di Santa Maria Maggiore, in Acquaviva delle Fonti, fu l'ottavo convento fondato nella provincia di San Nicola, l'attuale città metropolitana di Bari. Esso nacque nel 1525, sotto il pontificato di papa Clemente VII, il quale, attraverso la bolla Sincerae devotionis affectus, il 7 settembre dello stesso anno concesse a Giovanni Antonio Donato Acquaviva d'Aragona, signore di Acquaviva dal 1515 al 1554, l'autorizzazione alla realizzazione di un convento per frati minori osservanti di san Francesco.

### La chiesa benedettina
Anticamente, all'incirca nello stesso luogo dove sorge l'attuale chiesa, era presente una struttura più piccola, appartenente ai benedettini e grande un terzo di quella ora esistente. Durante i restauri del 2013, di questa primitiva chiesa sono state rinvenute la pavimentazione in cotto fiorentino (ancora in parte visibile sotto una vetrata) e la lapide di consacrazione. Tale lapide, mutila per metà, riporta parte inferiore di uno stemma gentilizio e, in lingua latina, la seguente monca iscrizione:
Lo stemma è probabilmente quello della famiglia Arcella, imparentata con gli Acquaviva d'Aragona. L'ultimo nome potrebbe essere quello di Fabio Arcella, nominato nuntio protonotario e chierico di camera proprio da papa Clemente VII nel 1527. La data di consacrazione è tra il 1540 e il 1549. Alla primitiva chiesa probabilmente apparteneva anche la struttura che oggi corrisponde al presbiterio.

### La chiesa francescana
(Virgilio di Marino, Relazione al Regio Consigliero Carlo Tappia, 1611)

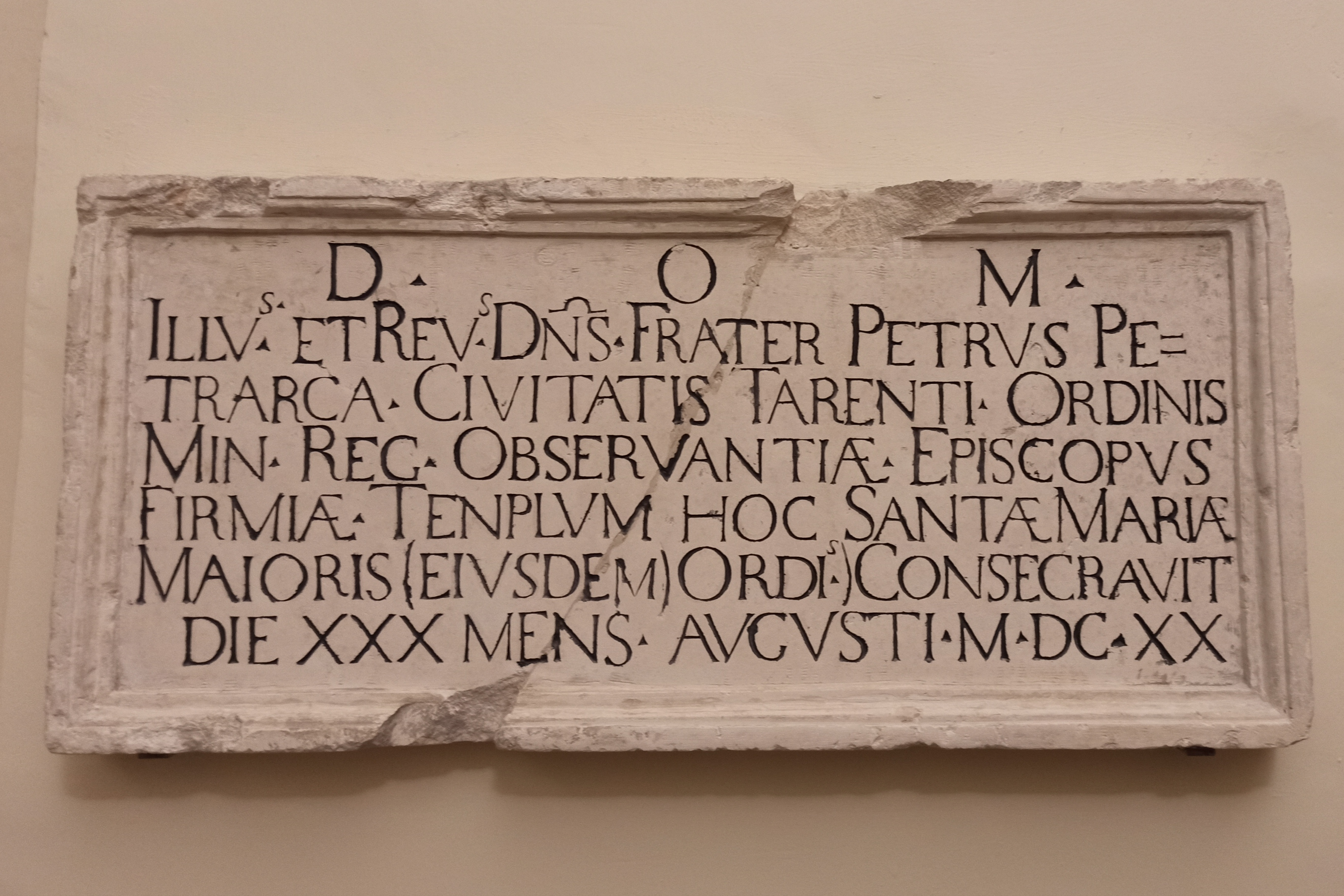
Lapide di consacrazione dell'attuale chiesa

Con tale relazione — riguardante l'apprezzo del feudo di Acquaviva tenuto dal feudatario Giosia II Acquaviva d'Aragona e indirizzato al consigliere Carlo Tapia —, scritta nel 1611, il tavolario napoletano Virgilio di Marino descrive il convento francescano e informa della presenza di una piccola chiesa primitiva e della costruzione di un'altra chiesa più grande, ossia quella attuale di Santa Maria Maggiore, extra moenia. Quest'ultima, come testimonia un'epigrafe oggi collocata sulla parete alla sinistra dell'ingresso, verrà consacrata dal vescovo Pietro Petrarca il 30 agosto 1620.
Chiesa e convento sono ancora citati nel Memorabilia minoritica Provinciæ S. Nicolai Ordinis minorum regularis observantiæ, scritto dal padre Bonaventura da Fasano nel 1656.
Il 29 marzo 1799 la chiesa conventuale, assieme a gran parte del paese, fu saccheggiata dai briganti sanfedisti capeggiati da Francesco Soria, essendo Acquaviva dimostratasi favorevole alla Repubblica Napoletana.
Con un decreto del 17 febbraio 1861, il convento fu soppresso e i frati furono espulsi. Il Comune, dopo l'Unità d'Italia, fece proposta per la cessione della struttura conventuale al prefetto di Bari, il quale accettò la richiesta il 6 luglio 1869. L'amministrazione comunale dovette però più volte fronteggiare i frati che tentavano di riacquistare il convento. Quest'ultimo fu dunque lottizzato e destinato alla vendita a cinque privati.
Nel 1890 il monsignor Tommaso Cirielli, per impedire la chiusura e l'alienazione della chiesa di Santa Maria Maggiore, già decisa dalle autorità cittadine, fondò un sodalizio laicale sotto il titolo di san Giuseppe. Tuttavia questo suo piano suscitò molte polemiche e l'11 gennaio 1892 nella chiesa fu abolito il culto ed essa fu chiusa dal Comune.
Il 12 novembre 1893 la chiesa fu ceduta alla confraternita di San Giuseppe, su sollecitazione della stessa, la quale vi officiò fino al 1963. Nel 1895 la suddetta confraternita provvide alla pavimentazione in basole di pietra.
Durante la prima guerra mondiale l'edificio venne utilizzato come deposito di paglia per il Regio Esercito e il muro di cinta del convento fu abbattuto per facilitare il passaggio di carri.
Il 1º giugno 1963 fu elevata a parrocchia dal prelato Antonio D'Erchia.
Dal 1º luglio 2012 al settembre 2013 la chiesa subisce un restauro durante il quale il presbiterio viene riportato nella sua collocazione originaria abbattendo la muratura di tamponamento sotto l'arco trionfale, innalzata negli anni 1950, che ne aveva avanzato la posizione all'interno dell'aula, diminuendo la capacità del fabbricato. Durante questo intervento viene anche smurato il rosone al centro della facciata, avviene l'intonacatura delle pareti esterne del nuovo presbiterio, la sua pavimentazione interna, assieme a quella del sagrato, e la ripittura delle mura interne ed esterne della chiesa.

## Descrizione
La muratura portante dell'edificio è interamente in pietra, intonacata interiormente ed esternamente.

### Esterno

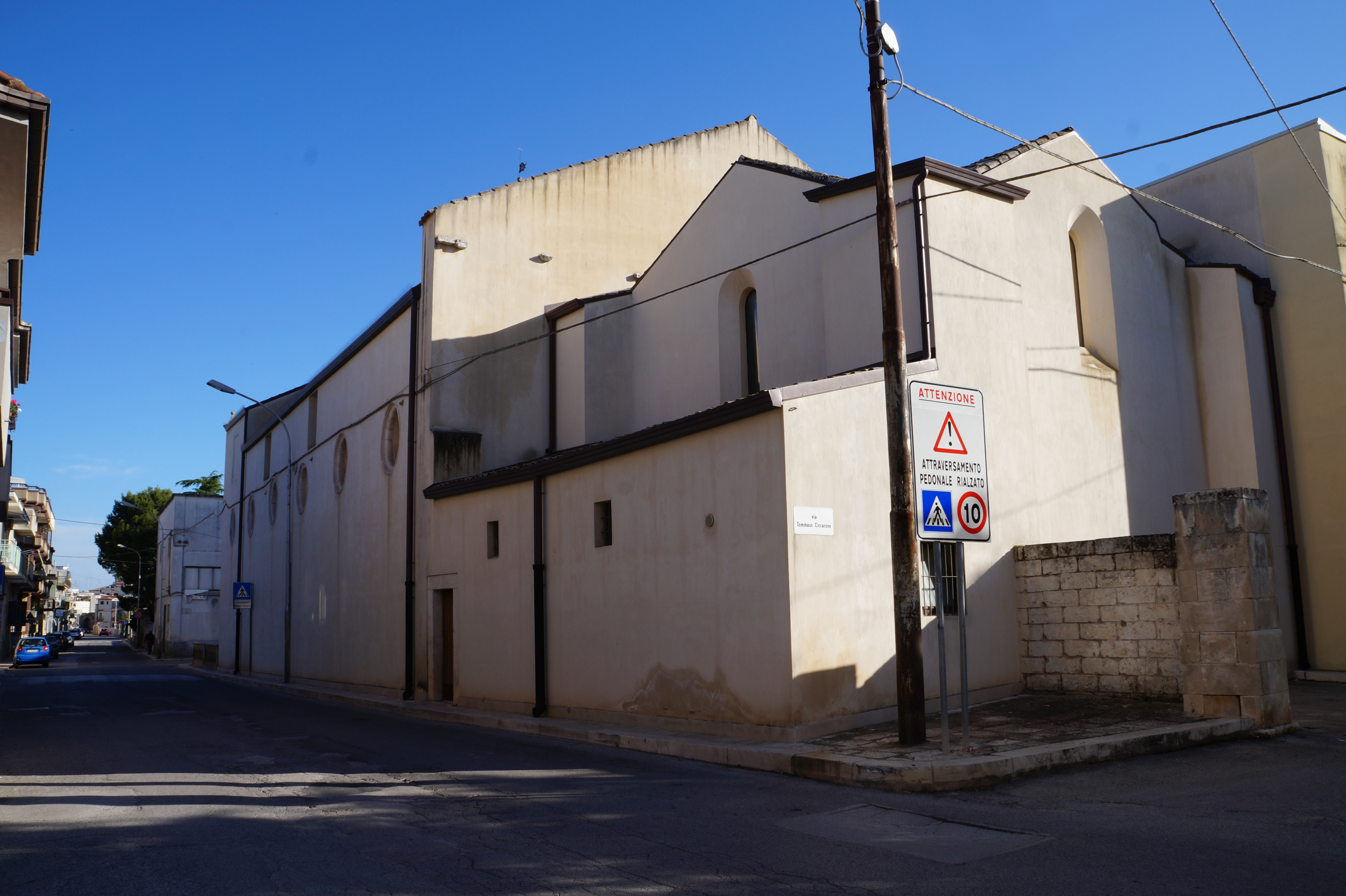
Struttura esterna del presbiterio

La facciata principale è del tardo rinascimento e in essa si aprono quattro finestre, tutte aventi cornici in pietra: tre rettangolari disposte a formare un ipotetico triangolo e una rotonda in asse con la sua base. Sul portale, posto in basso al centro e costituente l'ingresso principale della chiesa, è presente una lunetta con bassorilievo realizzato dal canonico Giuseppe De Lucce nel 1925, raffigurante la Madonna in trono con il Bambino sulle ginocchia tra san Francesco d'Assisi e sant'Antonio da Padova. Le basi degli stipiti modanati del portale sono decorati da rosette.
Il prospetto laterale è ritmato da sei rosoni tamponati. La presenza di due finestre bifore litiche arretrate rispetto al filo facciata testimonia che il parametro murale in tufo è postumo e si sovrappone alla originaria muratura in pietra.
Nella parte posteriore dell'edificio, la struttura che internamente corrisponde al presbiterio appare più piccola e costruita con uno stile architettonico diverso da quello del resto dell'edificio sacro: è probabilmente questa la parte rimanente della primitiva chiesa benedettina.
Il campanile, separato dalla struttura religiosa ma comunque collegato all'edificio dell'ex convento, è suddiviso in quattro livelli. Al suo interno, al pianterreno, si apriva una bottega dedicata al commercio equo e solidale, ora trasferita in altra sede.
Tutte le coperture sono a falde con coppi ed embrici.

### Interno

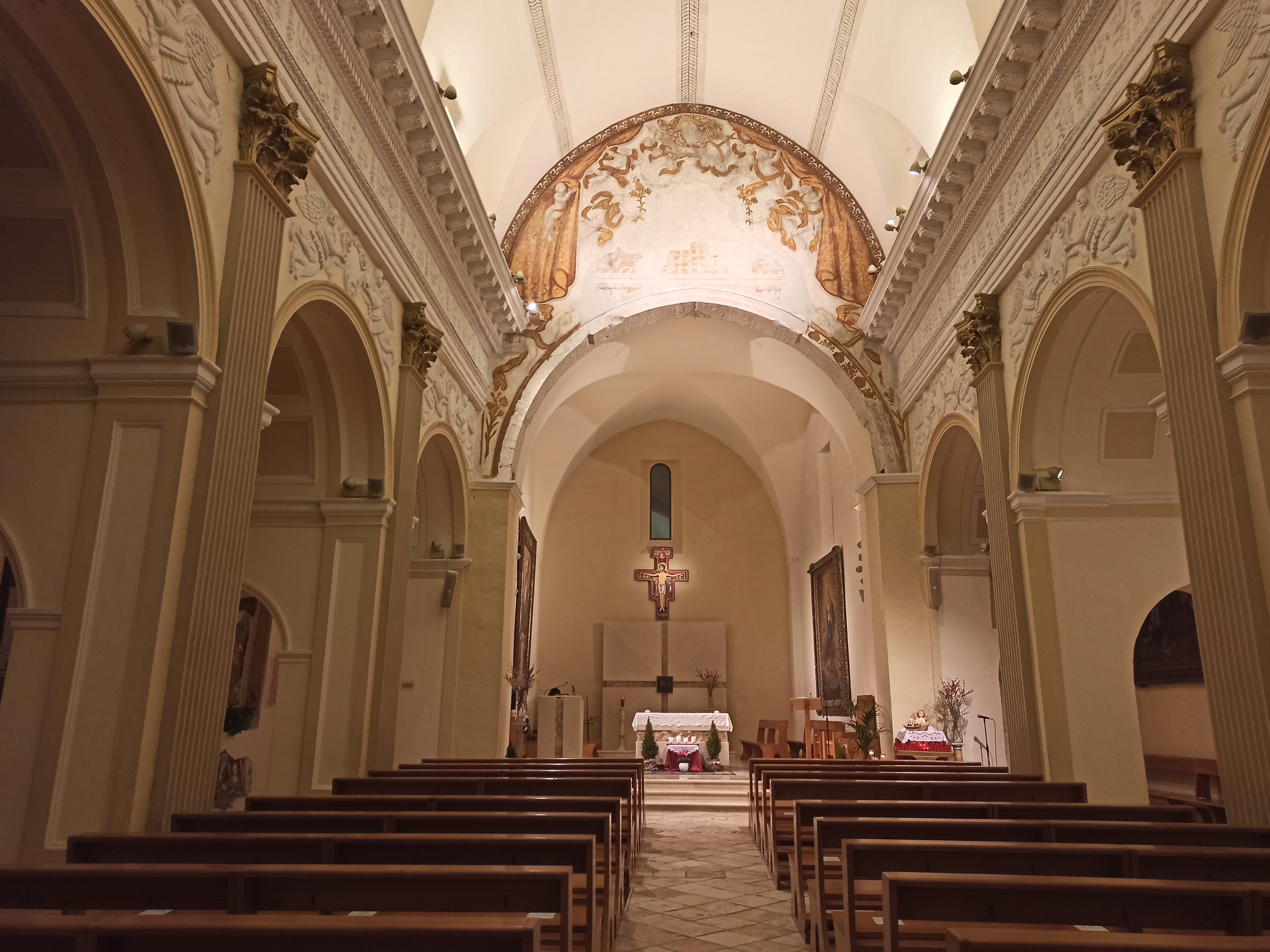
Navata della chiesa

La pianta della chiesa, longitudinale, è a navata unica e presenta 12 cappelle laterali, comunicanti tra loro tramite degli archi più bassi, quasi a formare due ulteriori navate, in cui sono collocati gli altari minori. Il pavimento di tali cappelle, rispetto a quello della navata centrale, è rialzato di 12 centimetri.
Lo stile, inizialmente rinascimentale, fu modificato successivamente dall'aggiunta di stucchi barocchi.
Le arcate laterali che separano le navate sono alternate a paraste coronate da capitelli corinzi. Esse sorreggono un cornicione sovrastato dalla volta a botte lunettata che copre l'aula liturgica. In ciascuna di queste lunette (5 per lato) è presente una finestra.
La bussola sottostà a una cantoria in muratura su cui è collocato un organo a canne seicentesco. Il suo intradosso ha una copertura a volta unghiata, le cui volte secondarie terminano nelle volte a botte delle prime cappelle sinistra e destra. Esso è interamente affrescato e al centro presenta dipinto lo stemma dell'Ordine francescano.
Peraltro l'intera struttura è caratterizzata dalla presenza di diversi affreschi murari, uno dei quali risalenti al XVII secolo e collocato nella sesta cappella sinistra. Questo fu scoperto solo durante i restauri del 2013, quando si dovette spostare la tela che lo copriva.
L'attuale zona presbiteriale è leggermente ruotata a sinistra, a simboleggiare il capo chino di Cristo sulla croce. Tale elemento architettonico era tipico della planimetria delle prime chiese francescane. Nel presbiterio si trovano, tutti in marmo, l'ambone, addossato ai gradini di acceso, l'altare, nella parte centrale, e, sul muro di fondo, la parete contenente il tabernacolo. La sede, in legno, è sita della parte destra. L'arredo appena descritto fu installato nuovo nel 2013; tra questi, l'altare fu consacrato dal vescovo Mario Paciello il 9 settembre dello stesso anno.
Nella seconda cappella sinistra è installata una fonte battesimale in pietra scolpita che originariamente era collocata nella concattedrale di Sant'Eustachio Martire.
Il matroneo che si affaccia sulla via per Sannicandro attraverso le due bifore è accessibile esclusivamente tramite una botola posta alla destra dell'ingresso, in corrispondenza della prima cappella a destra. Tale botola conduce anche alla cantoria.
Dagli ultimi restauri, il pavimento del presbiterio è coperto da una croce in basole di pietra di recupero e da quattro riquadri in lastre di Perlato Svevo di Ruvo.

### Organo

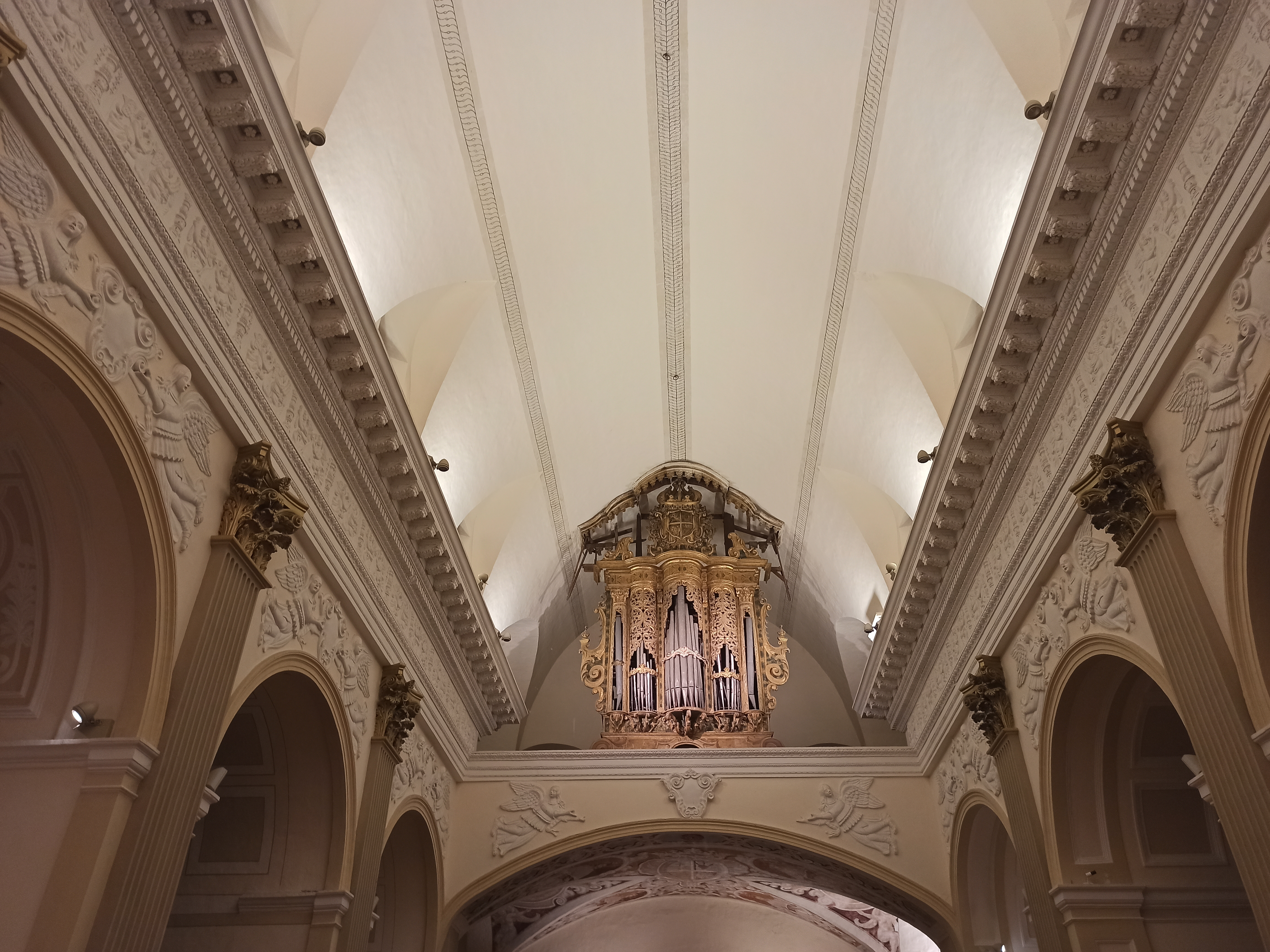
Organo

L'organo della chiesa di Santa Maria Maggiore, a canne e di costruttore anonimo, è compreso in un buffet ligneo lavorato in stile Barocco. I festoni, le volute e le cornici sono intagliate e dorate e la cimasa reca lo stemma dell'ordine francescano. Le canne di facciata sono sistemate in tre campate a profilo convesso, ai lati delle campate sono sistemate due canne mute. Di trasmissione meccanica, la tastiera (non originale) è composta da 49 tasti con prima ottava cromatica.
Lo strumento è stato restaurato diverse volte: nel 1880, nel 1914 e nel 1920. Al giorno d'oggi è inutilizzato e necessita di un'ulteriore riparazione. Di seguito, la sua disposizione fonica:
| Manuale    |
| Principale |
| Bordone    |
| Flauto     |
| Ottava     |
| Viola      |
| Viola      |
| Voce Umana |
| XV         |
| XIX-XXII   |
| Ripieno    |

## Opere in Santa Maria Maggiore
Nella chiesa sono conservati vari dipinti di autori pugliesi e non. Il più importante, collocato sulla parete destra del presbiterio, raffigura l'Assunzione della Beata Vergine Maria. Esso è anonimo e datato al XVIII secolo, tra il 1725 e il 1749. Si tratta di una tela a olio inquadrata in una cornice lignea coeva.
La tela raffigurante il Sepolcro della Vergine Maria, collocata sulla pareste sinistra del presbiterio, è dipinta dal bitontino Nicola Gliri.
Al pittore fiammingo Gaspar Hovic sono attribuiti i quadri raffiguranti il Transito di san Francesco e il Martirio dei francescani in Giappone. In quest'ultima pittura, che ha come soggetto i ventisei martiri del Giappone, gli angeli cantori chiedono grazia al Signore affinché il trapasso dalle croci al Regno divino sia meno doloroso.
Nella casa canonica è conservata una tela anonima datata 1754 e intitolata San Francesco in contemplazione del crocefisso. Una peculiarità di tale quadro è che nel suo sfondo è rappresentata l'Acquaviva del Settecento. Essa è inoltre ritenuta una copia del San Francesco dipinto da Francesco Solimena conservato della basilica di Santa Maria Assunta di Lucera.